# Alpheidae
Los alféidos (Alpheidae) son una familia de gambas de la superfamilia Alpheoidea.

## Características
El camarón pistola es un crustáceo que crece a tan sólo 2.08 pulgadas (5.3 cm) de largo y se distingue por su gran pinza notablemente desproporcionada, más de la mitad del cuerpo del camarón. La pinza puede estar en cualquiera de los brazos del cuerpo y no tiene pinzas en el extremo.
Su principal característica es que cuentan con un quelípodo (pata rematada con una pinza) muy desarrollado, que produce una burbuja que libera sonido como de estallido, similar a una onda de choque y sonoluminiscencia que mata o aturde a su presa, por lo que se conocen como camarón pistola. La explosión de la burbuja generada por la pinza del camarón pistola es capaz de alcanzar temperaturas de 5000K (4700 °C) y velocidades de 100 km/h.

## Taxonomía
La familia fue clasificada en 1815 por Rafinesque, en su obra Analyse de la Nature ou Tableau de l'univers et des corps organisés, publicada en Palermo.

### Géneros
En la actualidad se conocen más de 620 especies de la familia Alpheidae, distribuidas en 45 géneros, entre los que destacan Alpheus, con 283 especies, y Synalpheus, con 146.
- Acanthanas Anker, Poddoubtchenko & Jeng, 2006
- Alpheopsis Coutière, 1896
- Alpheus Fabricius, 1798
- Amphibetaeus Coutière, 1896
- Arete Stimpson, 1860
- Aretopsis De Man, 1910
- Athanas Leach, 1814
- Athanopsis Coutière, 1897
- Automate De Man, 1888
- Bannereus Bruce, 1988
- Batella Holthuis, 1955
- Bermudacaris Anker & Iliffe, 2000
- Betaeopsis Yaldwyn, 1971
- Betaeus Dana, 1852
- Coronalpheus Wicksten, 1999
- Coutieralpheus Anker & Felder, 2005
- Deioneus Dworschak, Anker & Abed-Navandi, 2000
- Fenneralpheus Felder & Manning, 1986
- Harperalpheus Felder & Anker, 2007
- Jengalpheops Anker & Dworschak, 2007
- Leptalpheus Williams, 1965
- Leptathanas De Grave & Anker, 2008
- Leslibetaeus Anker, Poddoubtchenko & Wehrtmann, 2006
- Metabetaeus Borradaile, 1899
- Metalpheus Coutière, 1908
- Mohocaris Holthuis, 1973
- Nennalpheus Banner & Banner, 1981
- Notalpheus G. Méndez & Wicksten, 1982
- Orygmalpheus De Grave & Anker, 2000
- Parabetaeus Coutière, 1896
- Pomagnathus Chace, 1937
- Potamalpheops Powell, 1979
- Prionalpheus Banner & Banner, 1960
- Pseudalpheopsis Anker, 2007
- Pseudathanas Bruce, 1983
- Pterocaris Heller, 1862
- Racilius Paul’son, 1875
- Richalpheus Anker & Jeng, 2006
- Rugathanas Anker & Jeng, 2007
- Salmoneus Holthuis, 1955
- Stenalpheops Miya, 1997
- Synalpheus Bate, 1888
- Thuylamea Nguyên, 2001
- Vexillipar Chace, 1988
- Yagerocaris Kensley, 1988